# Népballada
A népballada fogalmának meghatározása sok nehézségbe ütközött, ezt az is mutatja, hogy az ebben a műfajban alkotó költők, tehát tudós alkotók is bizonytalanok. Így Goethe éppen a balladában leli meg a költészet ősformáját, amelyben mintegy őstojásban benne van – komprimált egységben – a költészet minden műfaja. Herder, meg akarván különböztetni a balladát a románctól, nem talál jobb módszert a földrajzinál, és az északi zord balladák és a déli románcok különbségét fejti ki, ami erősen hat a későbbi elméleti irodalomra.

## Keletkezése
A ballada kialakulására vonatkozóan többféle elmélet ismert: 1. a ballada az epikus költészet után, az elbeszélő hőséneket követően jelenik meg. 2. A ballada minden társadalomban egy adott fejlődési fokon létrejön, ha a megfelelő társadalmi-kulturális feltételek adottak. 3. A balladát egy meghatározott nemzet létrehozza, és onnan terjed tova a telepítésekkel, a kultúráramlatok következményeként. A magyar ballada – Vargyas Lajos szerint – a hősének után, francia hatásra terjedt el francia-vallon telepesek révén és egy új balladaközpontot képezett a 16. században. – A magyar népballadák első feljegyzései a 19. század elejéről valók. Korábbi létezésüket bizonyítják a róluk szóló híradások (pl. Fehér László 1547 és 1575), históriás  énekelőzmények (pl. Kádár István ének) és a 16. századi széphistóriabeli megfogalmazások (Szilágyi és Hajmási, 1561 és 1571, A katonalány 1570). A kódexek, énekeskönyvek és egyéb nyelvemlékek anyagával való összevetés alapján a kutatások megállapítják, hogy a magyar balladák nyelvi arculata 16–17. századi megfogalmazásra vall. De mind témájukban, mind nyelvi eszközeikben számos, ennél lényegesen korábbi elemet őriznek. Pl. a Júlia szép leány ballada kereszténység előtti, illetve korai keresztény vallási felfogásra mutató költői képeket tartalmaz; a Kerekes Izsák ballada honfoglalás előtti kultúrára utaló kifejezéseket alkalmaz; a Kőműves Kelemenné ballada olyan hiedelemre építi mondanivalóját, amely kereszténység előtti kultúrával függ össze.

## Története
A középkorban kialakult epikai-lírai műfaj. Előzményei föltételezhetően a klasszikus ókori kultúrában kereshetők. Elnevezése középkori gyökerű. Egyrészt a speciális dalforma balade  (ballade) nevével rokon, amely a 13. század végén Nyugat-Európában (francia, olasz, provanszál stb. nyelvterületen) egyszólamú refréndalformát jelentett és körtáncokhoz kapcsolódott. Másrészt az óangol ballad elbeszélő dal nevével rokonítható. A ballada szóhasználat mai értelemben irodalmi eredetű, először 1795-ben Percy alkalmazta. A magyar nép „hosszú ének”, „történet”, „történetes ének”-ként nevezi a balladát, másutt „régi ének”, „öreg ének” stb. kifejezések ismeretesek. Magyarországon a 19. század közepe óta használják, akkor még a románc szinonimájaként. A ballada népköltészeti műfaj, az irodalmi balladák folklórminták után születtek. Így válik el a népballada mint folklóralkotás a műballadától mint irodalmi alkotástól.

## Műfaji sajátosságai
A ballada műfaji sajátosságai szerteágazók. Az általános megállapítások is bizonyos típusú anyagra (pl. angol, német, orosz) vonatkozóan történtek, épp ezért ellentmondásosak. A szakirodalom egyaránt balladának nevezi a 2–3 versszakos amerikai favágóballadákat és a több száz soros délszláv balladákat, amelyek között viszont lényeges különbség mutatható ki műfaji tekintetben. Általában jellemző erre a verses epikai-lírai műfajra az eseménysor tragikus-komikus felépítettségi módja és a konfliktus kiélezett ábrázolására való törekvés, a tipikus események tömör szaggatott előadása; egyéniségek tipizált megjelenítése. Mindez a művészi általánosítás magas fokán áll, és így a ballada a népköltészetben kimagasló helyet foglal el esztétikai, poétikai tekintetben, és mindenképpen a népköltészet egyik csúcsát jelenti.

## Tartalmi sajátosságai
Tartalmi szempontok szerint az európai balladakatalógus megkülönbözteti az alábbi csoportokat: mágikus-mitikus  balladák, vallásos tartalmú balladák, szerelmi balladák, családi balladák, társadalmi konfliktust tartalmazó balladák, sorscsapásokról, katasztrófákról szóló balladák, gyilkosság-balladák, tréfás balladák, ponyva-balladák. Ezenkívül minden népnek vannak helyi balladái, amelyek a nemzeti költészet sajátos fejlődésének ismeretében értelmezhetők, így pl. a skandináv költészetben a lovag-ballada foglal el kiemelkedő helyet, a kelet-európai népeknél a betyár-ballada, jelentős, Amerikában a cowboy-ballada, Ausztráliában a bush-ballada stb. jelzi a balladaköltészet sokféleségét.

## Szerkezete
A középkorból való nyugat-európai balladák strófikus szerkezetűek voltak. Egy részük refrén-ballada, amelyet feltételezések szerint az előénekes adott elő, és a hallgató közönség a refrénnel kapcsolódott az előadásba. Az É-európai (angol, dán, feröeri, skandináv) balladánál a refrénes szerkezet a fejlődés későbbi szakaszán is jelentős. A strófaismétlő ballada egyszerű szerkesztési módot alkalmaz, amely szerint az ismétlődő strófákban egy-egy mozzanat (szereplő, helyszín, kérdés stb.) változik, és ez viszi előbbre az eseményközlést. Strófaismétlő szerkezetet alkalmaz a keretes ballada (keretmese), ahol a kiinduló motívumra válasz a záró rész, a vetélkedő-balladák, valamint a talányfejtő ballada. Ez utóbbiak a középkori nyugat-európai költészetre voltak jellemzőek. Számos népköltészetben nincs vagy nem általános a strófikus balladaszerkezet (román, bolgár, orosz stb.).

## Klasszikus ballada
A késő reneszánsz hatása is tükröződik a balladaköltészetben. Az antik témák balladai megfogalmazása (pl. Két királygyermek; Kis Júlia típusú balladák) és a családi, szerelmi problematika hangsúlyozott jelentkezése bizonyítja ezt (pl. „az akarata ellenére férjhez kényszerített leány” téma öt különböző balladatípusban jelenik meg). Balladaköltészetünknek ezt a rétegét, amely egyben legteljesebben képviseli a műfaj sajátosságait, klasszikus  balladának nevezzük.

## Új stílusú ballada
A 18. században kialakuló új stílusú balladák  legegységesebb csoportját a betyárballadák  alkotják. Ezeknek alapját a valóban létezett betyárok cselekedetei, élettörténetei képezik, az eseményeket azonban módosítva, tipizálva jelenítik meg a folklóralkotások. A kelet-európai betyárköltészet előzményeit a 15–16. századi délkelet-európai hősénekköltészetben látjuk, de párhuzamai messze nyúlnak (Robin Hood-költészet, parasztfelkelések vezéreiről szóló énekek, törökellenes hősi harcokat megjelenítő költészet, távoli népek, pl. a grúzok betyárköltészete stb.).
Az új stílusú balladák másik nagy csoportjába tartoznak a gyilkosságokat, sorscsapásokat balladaszerűen megjelenítő alkotások, amelyekben konfliktusábrázolás helyett egy tragikus, általában halállal végződő eseményt énekelnek meg. Művészi értékük nem éri el a klasszikus balladákét.
A legújabban kialakult balladák között (katonaballadák, kórházballadák, kivándorlóballadák stb.) különálló egységet jelentenek a siratóballadák, amelyekben a hősök egyes szám első személyben számolnak be haláluk okáról.

## Előadásmód
A ballada előadásához a dallam szervesen hozzá tartozik, de sajátos balladadallam vagy dallamstílus nincs. Egy szövegtípust többféle dallammal lehet előadni, és ugyanazt a dallamot különböző szöveggel éneklik. A ballada előadási módja idő- és térbeli távolságoktól függően változatos. A 15. századi skandináviai adatok szerint balladát még templomkertben is énekeltek tánc közben. Századunkban csak a Feröer-szigetek hagyományára jellemző a tánc. A 17. században híres énekesek adták elő a balladát a Németalföldön. A századfordulói magyar megfigyelések a balladaénekes ünnepélyes, merev testtartását említik, amivel együtt jár, hogy a hallgatóság csak az előadás után juttatja kifejezésre érzéseit. Erre bármilyen társas összejövetelen (lakodalom, fonó, fosztó stb.) sor kerülhetett. A kötött dallamú (főleg új stílusú, giusto) balladákat közösen énekelték. A híres balladaénekesek egyben jeles nótafák, a hagyományőrző közösségnek kiemelkedő egyéniségei.

## Híres népballadák
- Kőmives Kelemen[1]
- Budai Ilona
- Molnár Anna
- Kádár Kata
- Bíró Szép Anna
- Sári Bíróné
- Kerekes Izsák
- Szép Júlia
- Jó estét, jó estét...
- Hová mégy, hová mégy te három árva
- Szendre báró leánya